# Rio Bălescu Mare
O Rio Bălescu Mare é um rio da Romênia afluente do rio Bâsca Mică, localizado no distrito de Buzău.